# Tito Buss
Pour les articles homonymes, voir Buss.
Tito Buss, né le 1er septembre 1925 à  São Ludgero, dans l'État de Santa Catarina, Brésil, et mort le 30 avril 2013 à Rio do Sul, dans le même État brésilien, est un prélat catholique brésilien.

## Biographie
Tito Buss est ordonné prêtre en 1951. En 1969 il est nommé comme premier évêque de Rio do Sul. Buss prend sa retraite en 2000.

## Sources
- Profil sur Catholic hierarchy